# Cabidela

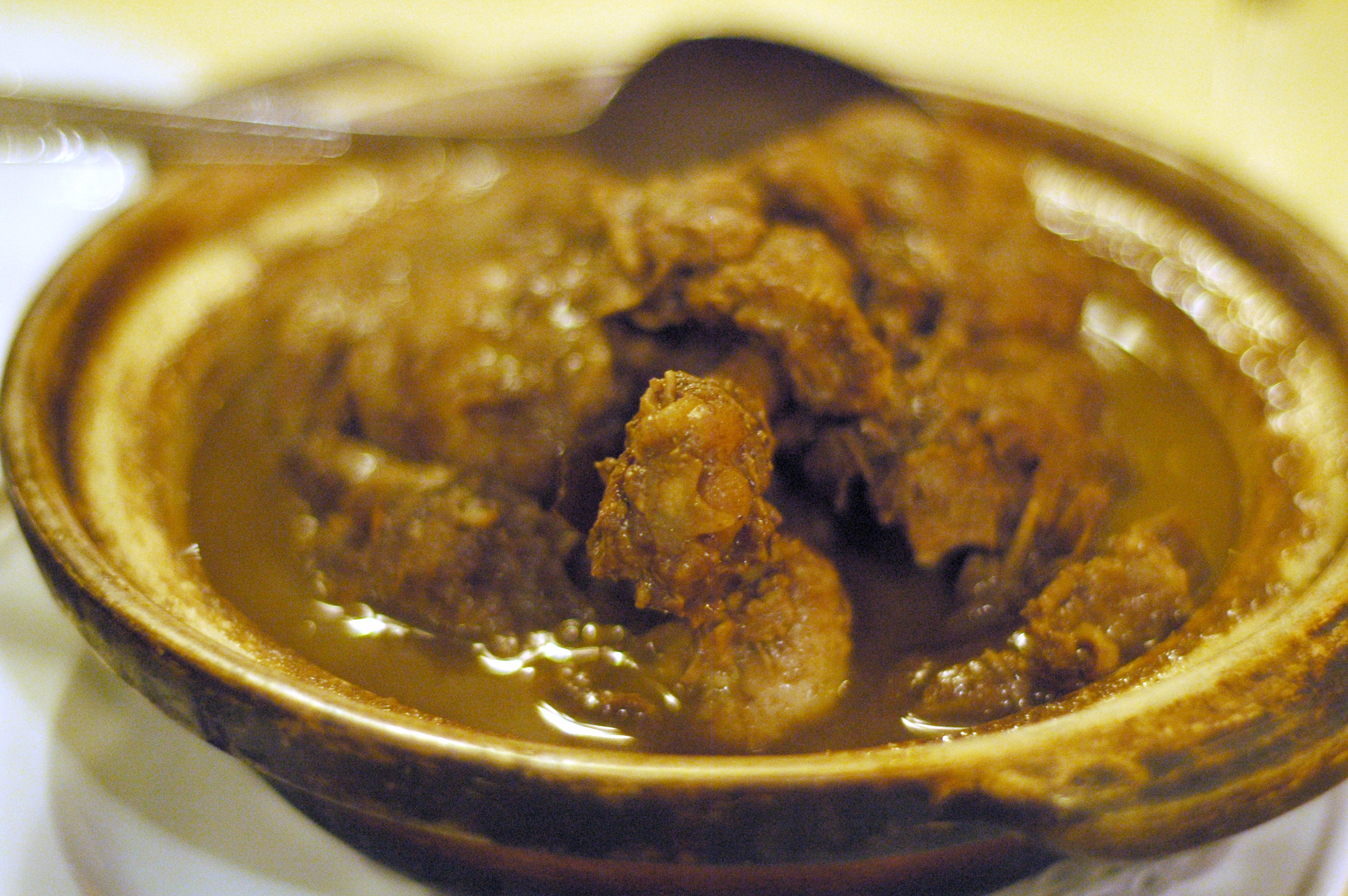
Arroz de cabidela.

El arroz de cabidela, también denominado simplemente cabidela (puede traducirse como «menudillos»), es un plato originario de la cocina portuguesa y Macao, elaborado con arroz y carne de pollo (a veces se emplea en su elaboración también conejo). Es posible encontrar este plato igualmente en la  gastronomía brasileña.
A pesar de ser un plato tradicionalmente portugués, su difusión, durante los varios siglos de presencia portuguesa en el mundo, aún persiste en varios países. Desde Cabo Verde con el “ arroz de cabidela ”, pasando por Angola con el “ pollo a la cabidela ”, Macao con una variante llamada “ cabiela de pato ”, India con la versión goana de “ cabidela de cochinillo ”, o incluso en Brasil , especialmente en la región de Minas Gerais, donde aún existen innumerables variantes del manjar gastronómico, como el “ pollo en salsa moreno ”, donde se sustituye el arroz por angu y repollo salteado.

## Características
Tras el sacrificio del ave se suele colgar boca abajo de tal forma que se recoja su sangre. El arroz se suele cocinar junto con la carne, una mezcla de especias (clavo, azafrán y pimienta entre otras) y la sangre del animal, lo que le da un color marrón característico.